# Vzpírání na Letních olympijských hrách 1948
Vzpěračské soutěže na Letních olympijských hrách 1948 v Londýně.

## Medailisté

### Muži
| Kategorie | Zlato                                           | Stříbro                                           | Bronz                                      |
| --------- | ----------------------------------------------- | ------------------------------------------------- | ------------------------------------------ |
| 56 kg     | Joseph DePietro · Spojené státy americké (USA)  | Julian Creus · Velká Británie (GBR)               | Richard Tom · Spojené státy americké (USA) |
| 60 kg     | Mahmoud Fayad · Egypt (EGY)                     | Rodney Wilkes · Trinidad a Tobago (TRI)           | Jafar Salmasi · Írán (IRI)                 |
| 67,5 kg   | Ibrahim Shams · Egypt (EGY)                     | Attia Hamouda · Egypt (EGY)                       | James Halliday · Velká Británie (GBR)      |
| 75 kg     | Frank Spellman · Spojené státy americké (USA)   | Peter George · Spojené státy americké (USA)       | Kim Sung-Jip · Jižní Korea (KOR)           |
| 82,5 kg   | Stanley Stanczyk · Spojené státy americké (USA) | Harold Sakata · Spojené státy americké (USA)      | Gösta Magnusson · Švédsko (SWE)            |
| 82,5 kg   | John Davis · Spojené státy americké (USA)       | Norbert Schemansky · Spojené státy americké (USA) | Abraham Charite · Nizozemsko (NED)         |

## Přehled medailí
| Pořadí | Země                         | Zlato | Stříbro | Bronz | Celkově |
| ------ | ---------------------------- | ----- | ------- | ----- | ------- |
| 1.     | Spojené státy americké (USA) | 4     | 3       | 1     | 8       |
| 2.     | Egypt (EGY)                  | 2     | 1       | 0     | 3       |
| 3.     | Velká Británie (GBR)         | 0     | 1       | 1     | 2       |
| 4.     | Trinidad a Tobago (TRI)      | 0     | 1       | 0     | 1       |
| 5.     | Írán (IRI)                   | 0     | 0       | 1     | 1       |
| 5.     | Nizozemsko (NED)             | 0     | 0       | 1     | 1       |
| 5.     | Jižní Korea (KOR)            | 0     | 0       | 1     | 1       |
| 5.     | Švédsko (SWE)                | 0     | 0       | 1     | 1       |
| Celkem | Celkem                       | 6     | 6       | 6     | 18      |